# Irena Hamerska
Irena Hamerska (ur. 2 października 1923, zm. 1 grudnia 2015) – Polka, „Sprawiedliwa wśród Narodów Świata”.

## Życiorys
Irena Hamerska mieszkała z Leokadią Jaromirską w baraku we wsi Białołęka (dziś dzielnica Warszawy) od listopada 1942, gdzie od miesiąca ukrywała się przygarnięta przez Leokadię półtoraroczna dziewczynka, podczas fikcyjnego chrztu nazwana Bogumiłą. Z pomocą sąsiadów – policjanta i jego żony – ustalono tożsamość dziecka, które naprawdę nazywało się Szyfra Jonisz. Bezpośrednio po wojnie odszukał ją ojciec. Okazało się, że wraz z matką dziewczynki wydostali się z getta w Legionowie i wszyscy troje ukrywali się w pobliskich lasach. Jesienią uznali, że warunki dla dziecka są zbyt trudne. Porzucili je więc z nadzieją, że ktoś je przygarnie. Matka dziewczynki zginęła w KL Majdanek, ojciec przeżył pobyt w KL Auschwitz. Bogumiła-Szyfra przywiązała się do opiekunek i dla ponownego nawiązania więzi z ojcem tenże zamieszkał na kilka miesięcy z Hamerską i Jaromirską. Utrzymywała z nimi kontakt także po wyjeździe do Izraela.
W 1984 Irena Hamerska została odznaczona medalem Sprawiedliwych wśród Narodów Świata. Była wieloletnią członkinią Zarządu Polskiego Towarzystwa Sprawiedliwych wśród Narodów Świata. W 2009 otrzymała Krzyż Komandorski Orderu Odrodzenia Polski.
Pochowana na cmentarzu Bródnowskim w Warszawie (kwatera 10R-1-6).